# Paiküla
Paiküla is een plaats in de Estlandse gemeente Saaremaa, provincie Saaremaa. De plaats heeft de status van dorp (Estisch: küla) en heeft 28 inwoners (2021).
Tot in december 2014 behoorde Paiküla tot de gemeente Kärla, daarna tot in oktober 2017 tot de gemeente Lääne-Saare en sindsdien tot de fusiegemeente Saaremaa.
Het meer Karujärv ten noordwesten van het dorp ligt in zijn geheel op het grondgebied van Paiküla.

## Geschiedenis
Paiküla werd in 1592 voor het eerst genoemd onder de naam Paggimezell. Samen met Mätasselja vormde Paiküla de ‘Wacke Paye-Metzell’, een administratieve eenheid voor een groep boeren met gezamenlijke verplichtingen. In 1645 was Paiküla onder de naam Paye of Payeküll een nederzetting die deels op het landgoed van Kärla, deels op dat van Kandla lag.
Tussen 1977 en 1997 maakte het buurdorp Kärla-Kirikuküla deel uit van Paiküla.